# 996 TCN
996 TCN là một năm trong lịch La Mã.